# Palau-del-Vidre
Palau-del-Vidre là một xã ở tỉnh Pyrénées-Orientales trong vùng Occitanie, phía nam nước Pháp. Xã này nằm ở khu vực có độ cao trung bình 19 mét trên mực nước biển.